# نارکوی مقدس
نارکوی مقدس (انگلیسی: Narco-Saints; کره‌ای: 수리남; لاتین‌نویسی اصلاح‌شده: Surinam) یک مجموعه تلویزیونی اینترنتی کره جنوبی سال ۲۰۲۲ به کارگردانی و نویسندگی یون جونگ-بین و با بازی ها جونگ-وو، هوانگ جونگ-مین، پارک هه-سو، جو وو-جین و یو یون-سوک است. این مجموعه بر پایهٔ اتفاقات واقعی است و داستان یک کارآفرین عادی را به تصویر می‌کشد که در سورینام روی زندگی خود ریسک می‌کند. این مجموعه در ۹ سپتامبر ۲۰۲۲ در نتفلیکس همراه با دوبله انگلیسی منتشر شد و نام آن از سورینام به منظور تشابه با سریال‌های قبلی نتفلیکس، نارکوها (۲۰۱۵–۲۰۱۷) و نارکوها: مکزیک (۲۰۱۸–۲۰۲۱) به نارکوی مقدس تغییر کرد.

## بازیگران

### اصلی
- ها جونگ-وو در نقش کانگ این گو[۷]
- هوانگ جونگ-مین در نقش جون یو هوان[۸]
- پارک هه-سو در نقش چوی چانگ هو
- جو وو-جین در نقش بیون کی ته
- یو یون-سوک در نقش دیوید جولیو پارک

### مکمل
- چو جا هیون در نقش پارک هه جین، همسر این گو
- چانگ چن در نقش چن ژن[۹]